# The Doorman – Több mint portás
A The Doorman – Több mint portás (eredeti cím: The Doorman) 2020-ban bemutatott amerikai akció-thriller Rjúhei Kitamura rendezésében. A főszerepben Ruby Rose, Aksel Hennie, Rupert Evans és Jean Reno látható.
A film 2020. október 9-én jelent meg a Lions Gate Entertainment által, Magyarországon 2021. május 13-án mutatta be szinkronizálva a Vertigo Média Kft.

## Rövid történet
Egy ex-tengerészgyalogos portás kénytelen zsoldosokkal felvenni a harcot a családi otthona elpusztítása miatt, és hogy megtalálja a falakba rejtett értékes műalkotásokat.

## Cselekmény
Bukarestben Alexandra „Ali” Gorski amerikai tengerészgyalogos tüzérőrmestert azzal bízzák meg, hogy védjen meg egy konvojt, amely a nagykövet lányát szállítja. Fegyveres zsoldosok támadnak rájuk, aminek következtében a nagykövet, a felesége és a lányuk is meghal. Ali leszerel a tengerészgyalogságtól, és a New York-i Carrington Hotelben kezd el dolgozni portásként, munkatársával, Borzzal együtt. Ott találkozik néhai nővére férjével, Jon Stanton professzorral és annak két gyermekével, Maxszel és Lilyvel. Jonnak és Alinak van közös múltja.
A szálloda munkaadóját, Pat-et Borz egy kalapáccsal megöli, és kiderül, hogy Borz portásnak álcázta magát, hogy a szállodában elrejtett értékes festmények után kutasson. Victor Dubois vezetésével egy csapat zsoldos érkezik, és leszámolást kezdeményez. Dubois, Borz és emberei behatolnak az akinetikus mutizmusban szenvedő Bernard Hersch lakásába. Dubois Bernardot az Erich Dreischler néven ismeri, és megkérdezi, hol van a festmény. Amikor Bernard nem beszél, Borz lábon szúrja, mire Bernard végre megszólal, de nem tudja, hol van a festmény. Amikor Bernard felesége elmagyarázza, hogy nemrég költöztek le a 10C-ből, ahol most Stantonék laknak, elmennek, Borz pedig megöli Bernardot és feleségét.
Dubois és az emberei megérkeznek a 10C-hez, és túszul ejtik Jont és Lilyt, míg Max, látva, hogy fegyveresek vannak bent, elmenekül. Dubois végül felfedezi a festményeket tartalmazó rejtett széfet, és Martineznek egy vízhűtéses fúróval kell megkerülnie a kombinációs kód alkalmazását. Jon megpróbálja elterelni Dubois figyelmét egy pohár borral, hogy Lily Dubois laptopján keresztül segítséget kérhessen a Facebookon keresztül, de Borz elkapja, és Dubois arra kényszeríti, hogy törölje az üzenetet.
Miután felfedezi a Hersch házaspár holttestét és Borz árulását, Ali megöli az egyik csatlóst, és összefut Maxszel. Ali és Max bekapcsolják a tűzjelzőt, hogy azzal kihívják a tűzoltókat, de amikor Ali megpróbálja riasztani őket, két másik csatlós elkapja őket, és a tűzoltók nem találnak semmi rendellenességet, és távoznak, miután Borz elmagyarázza, hogy téves riasztás volt. Miután Ali megöl egy másikat, Maxet elválasztják, majd újra elfogják és a szobába viszik. Dubois a hangosbeszélőn keresztül hívja Alit, és felszólítja, hogy adja meg magát. Látva, hogy a víztömlő a fúrófejhez csatlakozik, Max a hangosbeszélő rendszer segítségével titokban morzejelekkel üzen Alinak, hogy kapcsolja ki a vízellátás főszelepét. Leót megöli az Ali által beállított szögbomba, miközben megpróbálja visszakapcsolni a vizet, és ezzel a főszelep is tönkremegy. 
Dubois telefonál neki, és megfenyegeti, hogy megöli a családot, ha Ali nem hajlandó helyreállítani a vízellátást. Ali beleegyezik, és a korrupt New York-i rendőr Olsen (Dubois társa) fegyverével a kezében csatlakoztatja a tömlőt a tetőtéri víztartályhoz. 
A széfet kinyitják, és megtalálják benne a festményeket. Miután a zsoldosok ismerik a festmények valódi értékét, megegyeznek, hogy a bevétel 50%-át Dubois kapja, míg Martinez és Borz 25-25%-os részesedést kap. Ali ezután megöli Olsent, és a szobába rohan, ahol túszul ejti Martinezt. Borz megsebesíti Jont és megöli Martinezt, hogy a részesedése 50%-ra nőjön.
Amikor a rendőrség a helyszínre érkezik, Borz portásnak öltözik, hogy elsétáljon a rendőrök mellett, és Alira hárítja a felelősséget, aki ártalmatlanná teszi a rendőröket, és üldözőbe veszi Borzot. 
Miközben a csatornában haladnak, Borz Dubois ellen fordul és megöli. Ali harcol Borz ellen, és végül egy gránáttal végez vele. 
Valamivel később Ali elbúcsúzik Jontól és a gyerekeitől, akik Londonba tartanak.

## Szereplők
| Szerep        | Színész             | Magyar hang    |
| ------------- | ------------------- | -------------- |
| Ali Gorski    | Ruby Rose           |                |
| Victor Dubois | Jean Reno           | Szilágyi Tibor |
| Martinez      | Louis Mandylor      |                |
| Jon Stanton   | Rupert Evans        |                |
| Borz          | Aksel Hennie        |                |
| Hammer        | David Sakurai       |                |
| Pat bácsi     | Philip Whitchurch   |                |
| Max           | Julian Feder        |                |
| Leo           | Hideaki Itô         |                |
| Olsen         | Jamie Satterthwaite |                |
| Lily Stanton  | Kíla Lord Cassidy   |                |
| Dan Cade      | Phil Narcum         |                |

## A film készítése
2019 februárjában Ruby Rose-t választották ki a film főszereplőjének, a forgatás pedig 2019 áprilisában vette kezdetét. 2019 májusában Jean Reno, Rupert Evans, Aksel Hennie, Julian Feder, Hideaki Ito és David Sakurai csatlakozott a szerepgárdához.

## Bemutató
A film világpremierje a Nightstream Filmfesztiválon volt 2020. október 9-én, ezzel egyidejűleg adták ki digitális formátumban is.

## Fordítás
- Ez a szócikk részben vagy egészben  a   The Doorman (2020 film) című angol Wikipédia-szócikk fordításán alapul.  Az eredeti cikk szerkesztőit annak laptörténete sorolja fel. Ez a jelzés csupán a megfogalmazás eredetét és a szerzői jogokat jelzi, nem szolgál a cikkben szereplő információk forrásmegjelöléseként.